# Chiesa del Sacro Cuore di Gesù (Fortezza)
La chiesa del Sacro Cuore di Gesù  è la parrocchiale di Fortezza in Alto Adige. Fa parte del decanato di Bressanone-Rodengo e la sua storia inizia nel XIX secolo.

## Storia

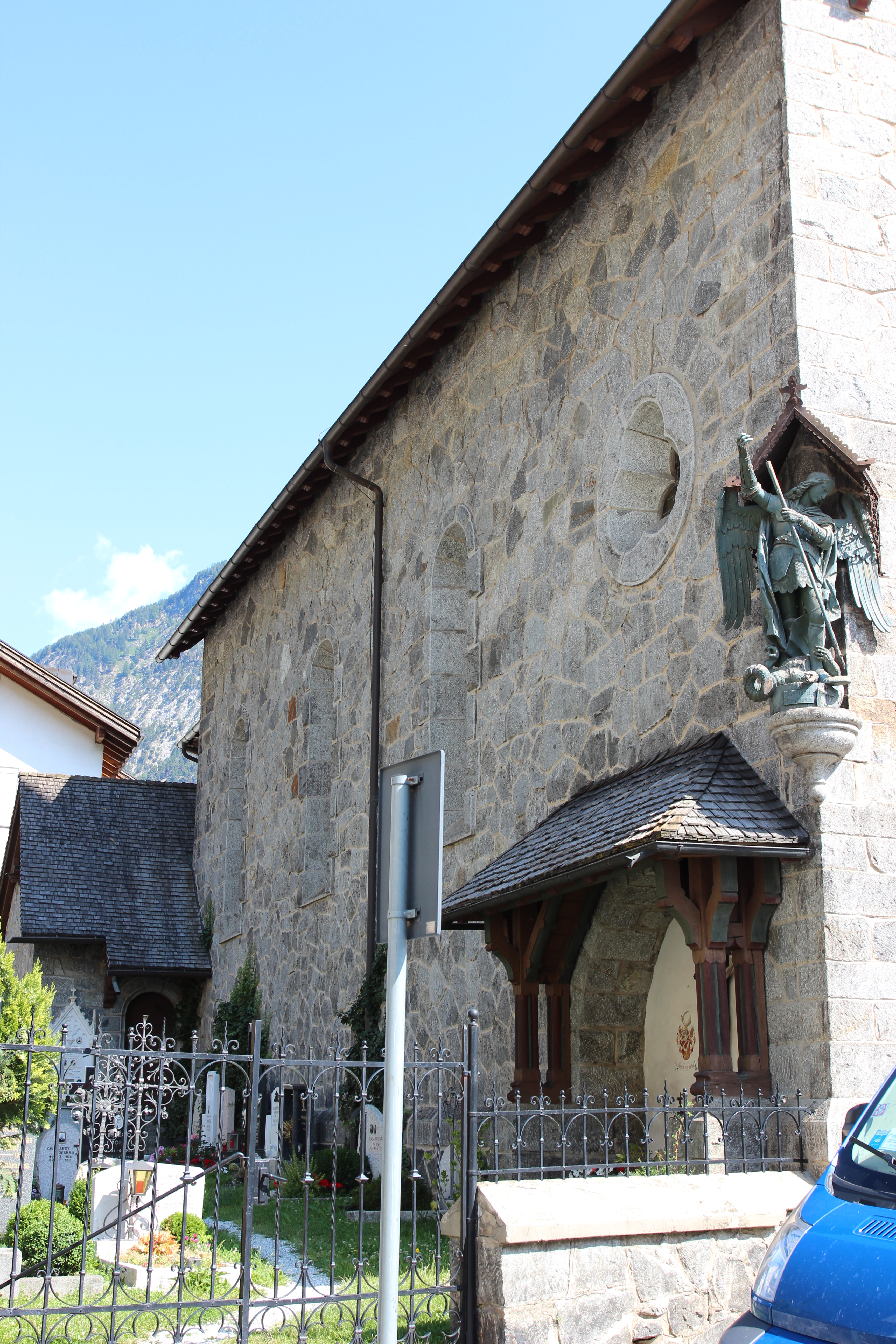
Spigolo laterale a sinistra della facciata e nicchia con statua raffigurante lArcangelo Michele.

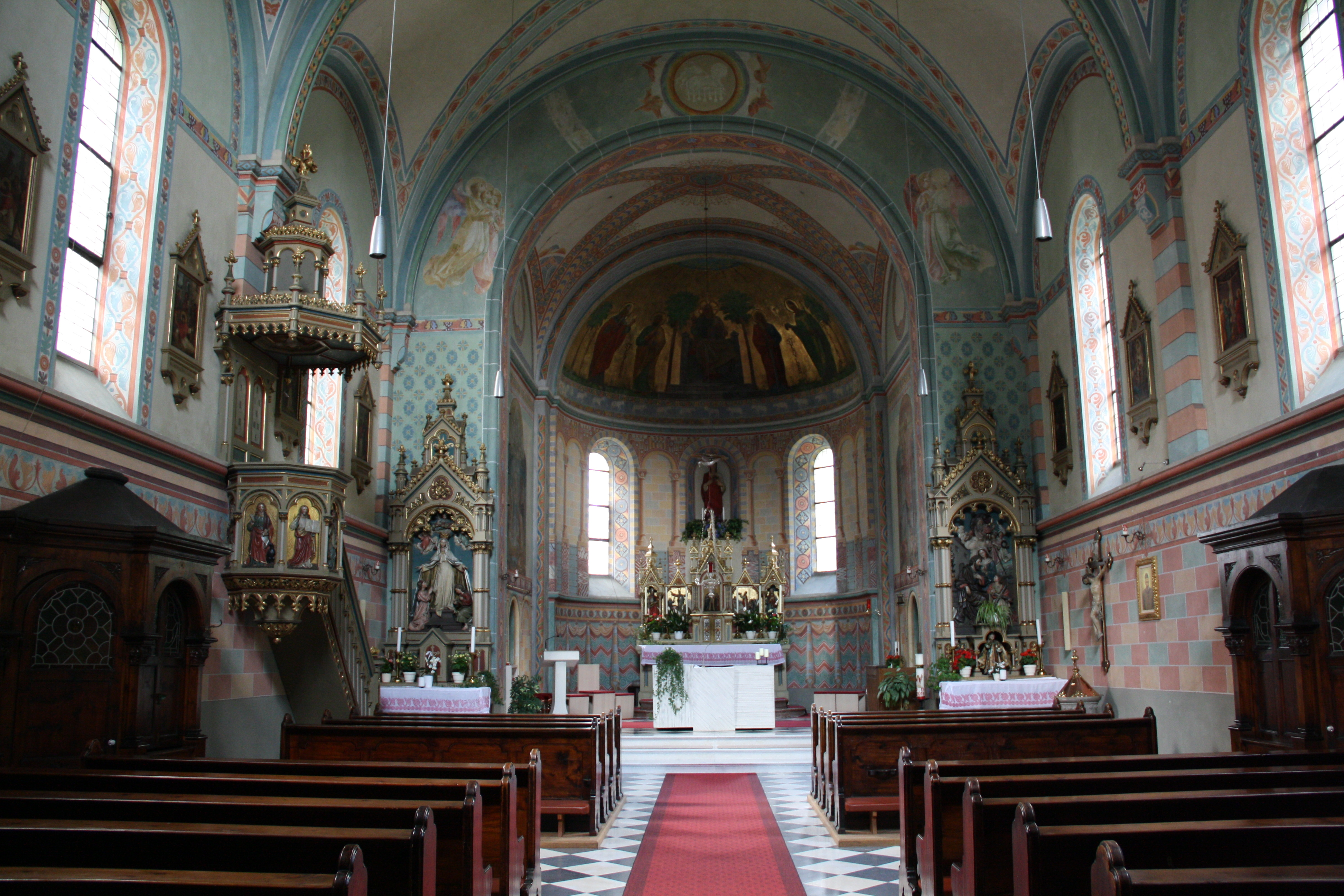
Interno della chiesa.

La chiesa parrocchiale di Fortezza venne edificata nel centro della piccola cittadina alla fine del XIX secolo. Il progetto fu affidato all'architetto austriaco Franz von Neumann e la solenne consacrazione al Sacro Cuore di Gesù fu celebrata nel 1899.

## Descrizione
La chiesa si trova nel centro di Fortezza, in piazza Municipio. Il suo orientamento è verso nord ovest. 

### Esterni
Il prospetto principale in stile romanico gotico è a capanna con due spioventi e la sua superficie è in blocchi di porfido a vista. Il portale è incorniciato da pietra più chiara, disposta su tre piani sul modello della strombatura, l'arco è leggermente schiacciato e sopra è protetto da una piccola tettoia lignea a due spioventi. In alto un grande rosone strombato con vetrata multicolore in una struttura lapidea a fiore.
La torre campanaria si alza a destra e copre in parte un lato della facciata, rendendola asimmetrica. Ha una struttura robusta, in porfido come l'edificio sacro. In alto è posizionato un orologio, sopra si trova la cella campanaria che si apre sui quattro lati con finestre trifore e la copertura è a cuspide acuta ottagonale.
Sul lato sinistro dell'edificio è collocato il cimitero della comunità e a breve distanza si trova un piccolo obelisco geodetico.

### Interni
La navata interna è unica e coperta con una volta a crociera. La sala è molto luminosa grazie alla presenza di tre grandi monofore su ogni parete laterale. Sulla sinistra si trova il pulpito in legno policromo. L'arco santo, ai suoi lati, ha due altari laterali. La zona presbiteriale è rialzata su due gradini e nel catino absidale si trovano le immagini di Gesù con ai lati i quattro evangelisti su fondo in oro.